# 單輪腳踏車

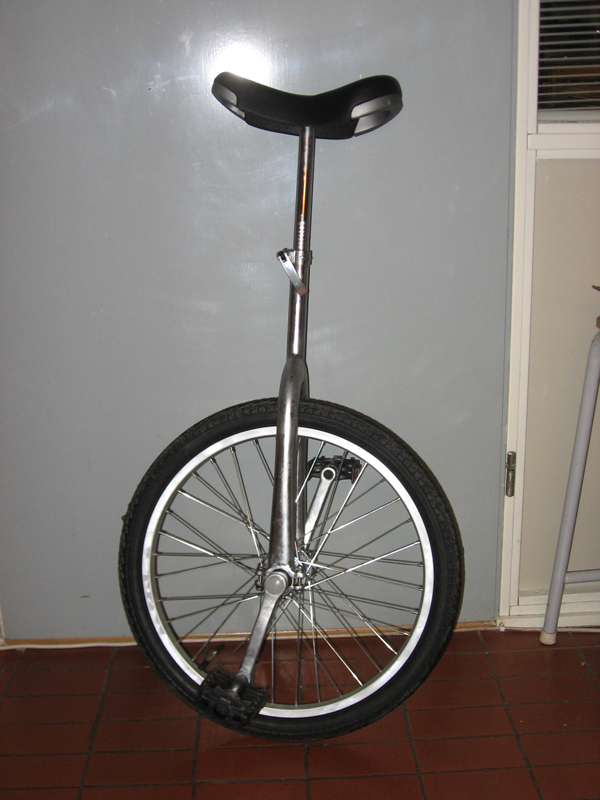
單輪車

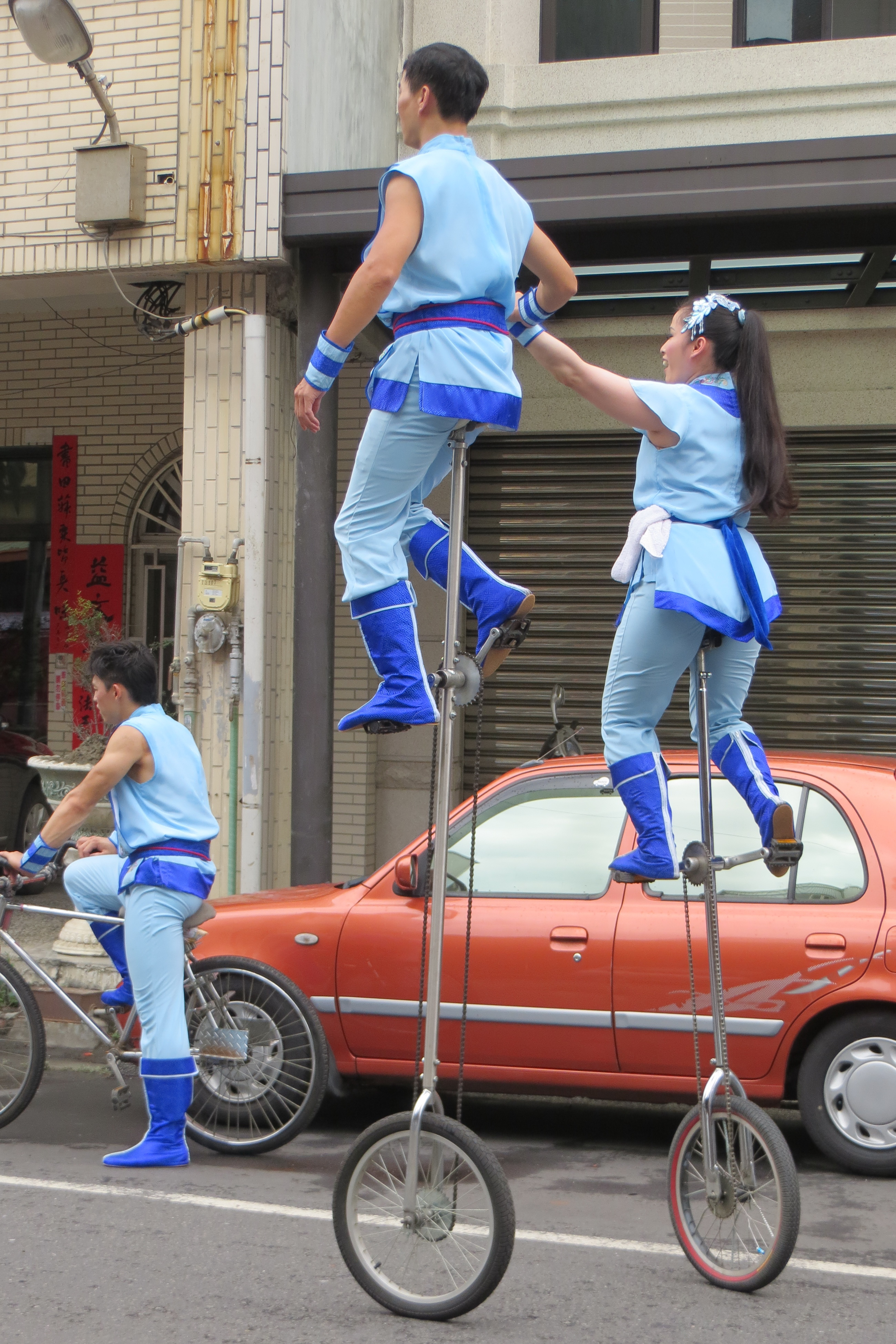
單輪車表演

單輪車，又稱一輪車、獨輪車，是只有一個車輪的人力運輸工具。由于其故意设计成难以保持平衡的式样所以早期几乎只出现在杂技表演中，而近年则成为一项运动项目。

## 構造
單輪車由個重要部分組成：輪（包括輪胎、管、輪網、輪輻、輪轂、輪軸）、曲柄、踏板、叉形框架、坐塾直柱、無椅背的坐塾。單輪車和單車用的車輪是一樣的，只是單輪車要用特別設計的輪轂，使輪軸能固定在它上。因此曲柄的轉動會直接影響車輪的轉動（稱為 Direct drive 機制）。

## 单轮车的类型

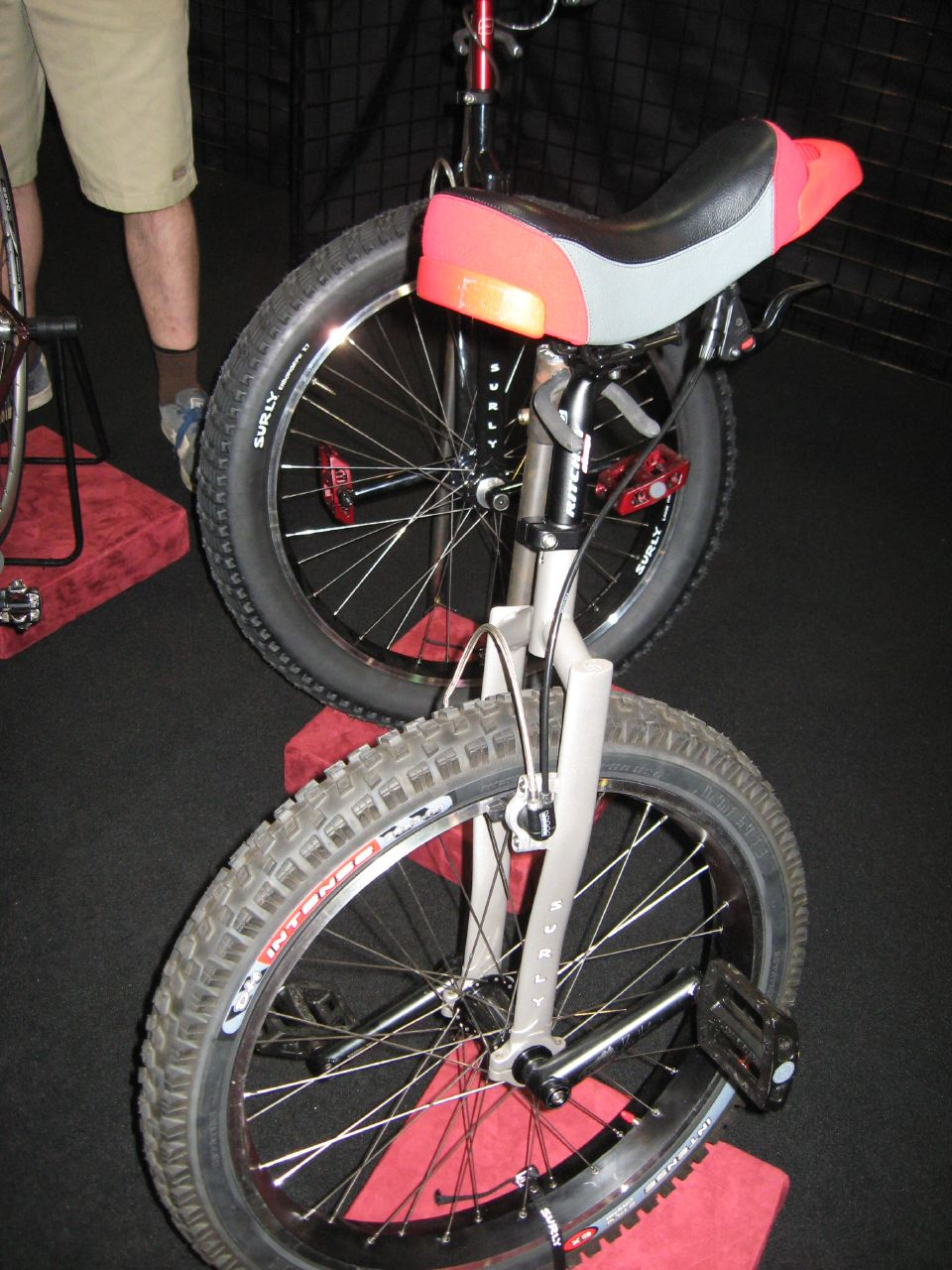
越野单轮车

### 自由式单轮车
一般用于平地技巧及自由式例程。通常拥有较高的座杆、狭窄的鞍座和和方形的叉（用于单脚特技）。与平地自行车相同。轮径通常为20英寸（510），但较小的骑手会用16-英寸（410-）或12-英寸（300-）的单轮车。有的人倾向于24-英寸（610-）大的车轮。

### 竞技用单轮车
此车被设计用于单轮车比赛，竞技用单轮车比标准单轮车坚固，从而经受跳跃和下坠产生的压力，并支持比赛中单轮车与骑手的重量，如踏板和曲柄。竞技用车还有宽的，19-或20-英寸（510-）巧克力胎纹的轮胎以吸收冲击力。

### 山地单轮车

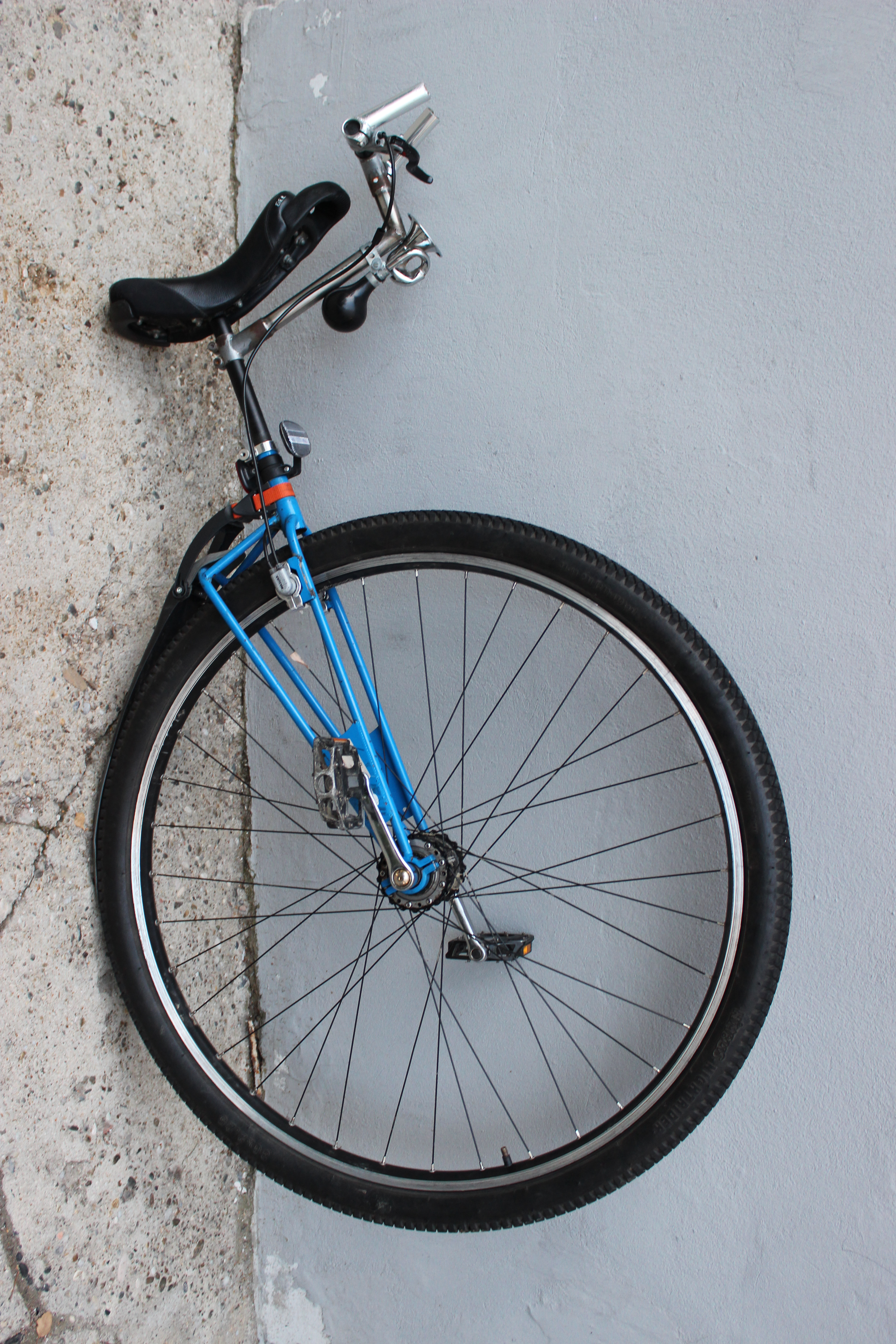
带有Schlumpf-gear的36寸单轮车

山地单轮车（英語：Mountain unicycling）与山地自行车有诸多相同之处，但略有不同。一般，山地单轮车的轮径有24或26英寸（660），容易让骑手翻过诸如树根或石块的障碍。29英寸的山地单轮车亦可用于长途旅行，或单纯的挑战。山地单轮车的座位更薄且更舒适，从而抵偿崎岖的地面。制动器有时用于陡降坡。

### 旅行用单轮车
用于远距离行程。这些车有26到36英寸之间大的轮径，因此较短的踏板旋转可完成较远的行程。

### 其他变种

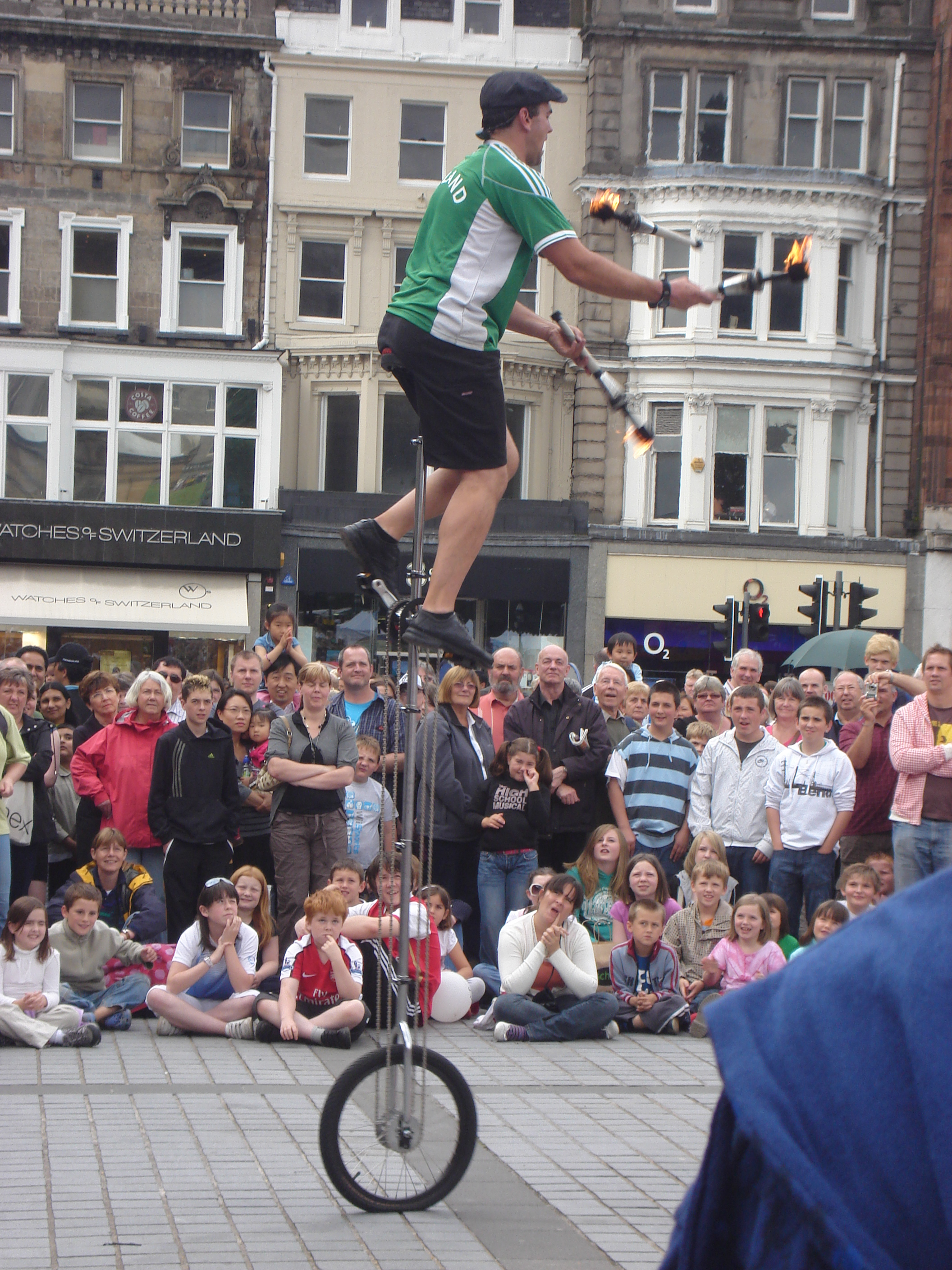
高单轮车

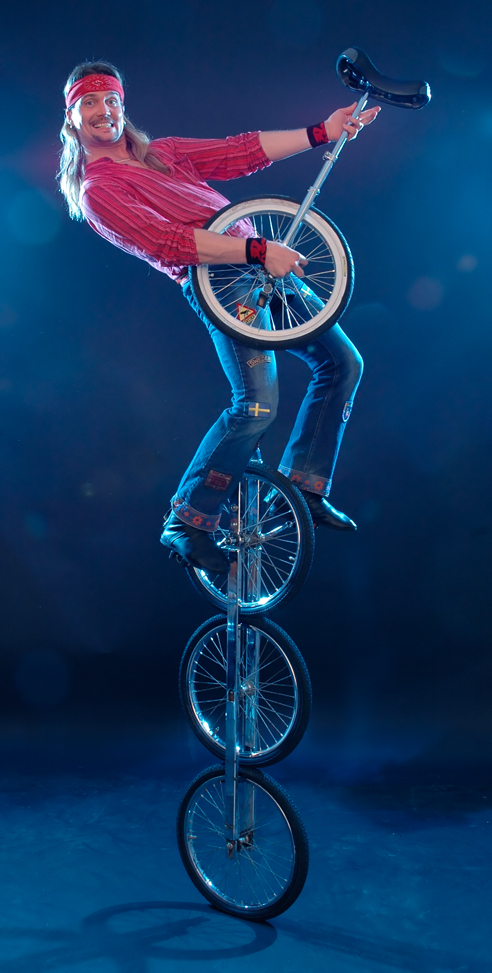
Multi-wheeled unicycle

- 高单轮车（英語：Giraffe）：通过链条传动的单轮车。通过链条使车身比普通单轮车更高。[2]高单轮车可有3到10英尺高。
- Geared unicycle ("GUni")
- Multi-wheeled unicycle（页面存档备份，存于）
- Kangaroo unicycle
- 偏心轮单轮车（英語：Eccentric unicycle）
- Ultimate wheel
- Impossible wheel (BC wheel)
- Monocycle (or monowheel)
- 自平衡单轮车（英语：Self-balancing unicycle）

其他变种包括：
- tandem
- recumbent（页面存档备份，存于）
- hydraulic giraffe
- unibike[需要解释]
- suicycle[需要解释]
- 单轮摩托车（页面存档备份，存于）

## 香港單輪車表演隊伍
民安隊少年團花式單車表演隊

## 外部連結
蘋果日報 花式單車講求團隊合作 學習處事態度 20150419（页面存档备份，存于）

頭條日報 頭條網 - 民安隊花式單車 學員訓練探索並重 20150420（页面存档备份，存于）

香港政府新聞網 情迷單車陣 20150419（页面存档备份，存于）
- 單輪車表演 （页面存档备份，存于） -單輪車表演視頻
- Unicyclist.com（页面存档备份，存于） - 單輪車討論區
- Unicyclist.org（页面存档备份，存于） - 單輪車技術視頻
- Unicycling.org（页面存档备份，存于） - 單輪車資訊網
- Unicycle Hockey 騎單輪車打曲棍球
- Unicycle Pictures - 單輪車相片集